# Масон
Масон, франкмасон, вольный каменщик (фр. franc-maçon, в старофранцузском masson, англ. freemason) — человек, состоящий в масонской ложе, прошедший масонское посвящение.

## История
Происхождение масонов тесно связано с историей появления строительных артелей (лож) по всей Европе. Георг Клосс в середине XIX века впервые вполне определённо указал на то, что масонский союз возник из братства вольных каменщиков или средневековых строительных артелей.
Самые ранние свидетельства о существовании свободной строительной артели в средневековой Европе относятся к 643 году, её упоминают эдикты лангобардского короля Ротари. В эпоху готики возведение громадных церковных зданий длилось целые столетия, в течение которых рабочие и художники, поселявшиеся близ построек (их инструменты хранились в особых бараках, англ. Lodge), постепенно вступали в тесное общение. Эти сообщества с течением времени приняли цеховую организацию: были выработаны правила касательно отношений между членами, приёма новых товарищей, разрешения возникавших между сочленами споров и прочее. Вместе с тем был установлен известный церемониал на разные случаи товарищеской жизни.
Цеховая организация строительных работ, безусловно, была присуща и возведению соборов Англии, где каменотёсы получили в официальных актах наименование Freemason, Free-Stone-Mason. Обстоятельства возникновения строительных лож в Англии весьма темны. В частности весьма сомнительной представляется хартия 926 года, дарованная якобы королём Этельстаном свободным каменщикам Йорка, с которой было принято начинать историю строительных артелей в Англии. В современной масонской литературе указывают около 20 манускриптов со специфическими масонскими текстами, относящимися к раннему периоду. Старейший из них датируется XIV веком; это — поэма «Regius», манускрипт с текстом которой был найден в Старой королевской библиотеке в Британском музее в 1830-х годах.
В течение XVII века строительные товарищества в Европе стали быстро приходить в упадок и к началу XVIII века почти перестали существовать вместе с прекращением возведения готических соборов. Новому процветанию английских лож способствовало то обстоятельство, что с конца XVI века туда стали получать доступ и лица, не принадлежавшие к строительному цеху — так называемые «сторонние каменщики», богатые и учёные люди, внёсшие с собой в ложи прогрессивный элемент. Первым из них следует назвать лондонского антиквара Элиаса Эшмола, о его вступлении 16 октября 1646 года в одну из лож в Уоррингтоне, Ланкшир, сохранилась запись в его дневнике. В последние годы XVII столетия в ложу вступил Вильгельм III Оранский, из-за чего ремесло каменщиков получило название королевского искусства. Вероятно, именно тогда у просвещённых сторонних каменщиков зародилась мысль воспользоваться оболочкой строительных товариществ, являвшихся в некоторых отношениях филантропическими учреждениями, и, вдохнув в неё новую жизнь, создать новое дело всечеловеческой любви.

## Организационная форма
Масоны проводят свои собрания в ритуальной форме. Не существует единого масонского ритуала, и каждая великая ложа может свободно устанавливать (или не устанавливать) собственный ритуал. Однако между ритуалами разных лож есть сходства. Например, все масонские ритуалы используют архитектурный символизм инструментов средневековых оперативных каменщиков. Франкмасоны как спекулятивные каменщики (то есть, занимающиеся философским строительством, а не реальным) используют символизм для обучения нравственным и этическим урокам братской любви, помощи и истины или, как принято во Франции, свободы, равенства, братства.
Два основных символических инструмента всегда находятся в ложе: это циркуль и наугольник. Некоторые ложи и ритуалы объясняют эти инструменты как урок поведения: например, масоны должны «выверить свои действия наугольником добродетели» и учиться «ограничивать свои желания и сдерживать свои страсти внутри должных границ по отношению ко всему человечеству». Однако, так как масонство не является догматическим, не существует единой общей интерпретации этих инструментов (или какого-либо масонского символа).
Эти нравственные уроки преподаются во время аллегорического ритуала. Кандидат повышается в степенях, приобретая знание и понимание себя, своих отношений с окружающими и с Богом (суть которого остаётся на его личное усмотрение). Хотя ложи имеют тенденцию обсуждать философские аспекты в наставлениях или «зодческих работах» (исследованиях), и иногда в неформальных группах (как масонских, так и публичных, разного уровня компетентности), изучая то, что доступно публике. Все масоны могут размышлять над символами и смыслом масонства, и, конечно же, рассуждение над символами является необходимым условием для продвижения по степеням. У масонства нет никакой общепринятой цели, и ни один масон не может говорить от лица всего масонства.
Некоторые ложи используют масонские табели. Это нарисованные или напечатанные иллюстрации, изображающие разные символические эмблемы франкмасонства. Они могут быть использованы как вспомогательное средство обучения во время лож наставлений, сопровождающих каждую из трёх степеней, когда мастер масон наставляет братьев учеников и подмастерьев. Они также могут быть использованы мастерами как напоминание идей, которые они уже изучили, когда проходили инициации.
Символическое масонство, или синие ложи, состоящие из трёх первых инициатических градусов, заимствует множество своих символов у архитектурного искусства, которым пользовались строители соборов в Средневековье. Это архитектурное искусство рассматривается в качестве его предшественника, а также именно от него «символическое масонство» унаследовало термин «ложа», которым изначально обозначалось место, где собираются рабочие. В этом названии у франкмасонства, или, как его ещё называют, «Королевского искусства», есть общие пункты с компаньонажем, с которым оно делит символы и ценности. Масоны называются спекулятивными (лат. speculare — размышлять) по отношению к масонам-товарищам, которых они считают оперативными (имеются в виду простые каменщики).

## Масонские степени
Существуют основные три степени в символическом масонстве:
1. Ученик — степень посвящения, которая делает кандидата масоном;
2. Подмастерье — промежуточная степень, связанная с обучением;
3. Мастер масон — третья степень, необходимая для полноценного участия в масонской жизни.

Степени отображают уровни персонального развития. Нет единого общепризнанного значения аллегорий, так как масоны, повышаясь в степенях и изучая наставления, интерпретируют их самостоятельно, и личная интерпретация ограничена только конституцией, в которой они работают. Общепринятая символическая структура и всемирные архетипы дают возможность каждому масону найти собственные ответы на жизненно важные философские вопросы.
Основное содержание масонской нравственно-этической и философской системы содержится в трёх основных степенях или градусах: ученика, подмастерья, мастера (в некоторых версиях это ученик, товарищ и мастер). Человек, вступающий в ложу, последовательно проходит эти степени, как правило, с определённым промежутком времени между присвоением каждой из них.
Базовые элементы нравственно-этической системы масонства содержатся в 1-й степени — степени Ученика, внимание посвящаемого обращается на необходимость углублённого самопознания, саморазвития и самосовершенствования, работы над собой и своими недостатками. Во 2-й степени — степени подмастерья внимание посвящаемого обращается на окружающий мир, философию его восприятия, активность в нём, содержание степени апеллирует к разуму человека, проходящему через неё.
Наиболее важная и драматическая 3-я степень — степень мастера посвящена тематике смерти, её основой является история о смерти Мастера Хирама — легендарного руководителя строительством Храма Соломона, убитого тремя подмастерьями, недовольными их положением среди строителей Храма. Мастер Хирам из легенды имеет прообраз в Библии, Хирама — мастера по меди (см. Третья книга Царств, гл. 7) или Хирама Абифа (см. Первый Храм), однако рассказ о его смерти имеет полностью масонское происхождение и не связан с библейским текстом.
Содержание трёх степеней может отличаться в деталях в ложах разных стран и юрисдикций (великих лож), ложах различных уставов, однако в целом деление масонства на три градуса, легендарное содержание 3-й степени являются традиционными, закрепляются стандартами регулярности и ландмарками.
В масонстве не существует степени выше мастера. Хотя некоторые масонские системы и организации могут иметь дополнительные степени, которые имеют более высокие номера, эти степени могут рассматриваться скорее как приложение или расширение степени мастера, чем продвижение выше неё. Например, ДПШУ присуждает степени от 4° до 33°. Необходимо быть мастером масоном, чтобы получить эти дополнительные степени. Система управления этими степенями похожа на систему управления «символической», или «голубой ложи франкмасонства».
В некоторых юрисдикциях, особенно в юрисдикциях континентальной Европы, франкмасоны должны, работая в своей степени, готовить исследования на связанные с масонством философские темы, и представлять их на работах ложи. Существует огромная библиография масонских исследований, журналов и публикаций, от причудливых отвлечённых рассуждений, которые содержат духовные и моральные наставления разной ценности, до практических руководств по организации, управлению и исполнению ритуалов, и до серьёзных исторических и философских исследований, имеющих академическое признание.

## Опознание
Масоны используют знаки (жесты), пожатия и слова для предоставления допуска к собраниям и опознания законных посетителей.
С начала XVIII века было написано множество разоблачений, утверждающих о выявлении этих знаков, пожатий и слов для непосвящённых. Классическим ответом на это служила смена определённых слов в ритуале, чтобы определить любого, доверившего разоблачениям. Однако, так как каждая «великая ложа» свободна создавать собственные ритуалы, знаки, пожатия и пароли также могут отличаться от юрисдикции к юрисдикции. Более того, великие ложи могут периодически менять свои ритуалы, совершенствуя используемый язык, добавляя или опуская некоторые части. По этой причине любое разоблачение может быть действительно только для определённой юрисдикции и определённого времени. Сегодня неизвестного посетителя могут попросить предъявить диплом, членский билет или другой документ, подтверждающий членство, в дополнение к демонстрации знания знаков, пожатий и паролей.

## Обязательства
Обязательствами (часто именуемыми «клятвами») являются те элементы ритуала, где кандидат обещает оставаться верным правилам братства, сохранять «секреты масонства» (которыми являются различные знаки, отличительные черты и слова каждого градуса, имеющие отношение к опознанию), и действовать согласно масонской традиции и закону. В регулярных юрисдикциях эти обязательства принимаются на «Книге священного закона», свидетелем чего выступает Бог, и часто с заверением, что исполнение остаётся на собственной свободной воле кандидата.

## Требования к кандидатам
Основные требования к кандидатам вытекают из общих масонских принципов. Кандидат подтверждает свою веру в Бога. Кандидат должен быть зрелого возраста (в большинстве великих лож мира не моложе 21 года), принять решение стать масоном по собственной воле, иметь хорошую репутацию, не иметь проблем с гражданским законом, то есть быть «свободным и добрых нравов».
Традиционное правило при вступлении в орден звучит как «чтобы быть масоном, спроси об этом масона», «2 be 1 ask 1». Инициатива вступления в члены ложи должна исходить от кандидата. Кандидат может обратиться в ложу по месту жительства. Для вступления в ложу нужны рекомендации её действительных членов, так или иначе вступлению предшествует некоторый период знакомства с масонами, которые рекомендуют кандидата. В некоторых ложах требуется, чтобы кандидат просил о вступлении 3 раза, однако это становится все менее распространённым. В некоторых ложах информация о вступлении открыта для того, чтобы потенциальный кандидат знал, где найти дополнительную информацию.
Решение о принятии кандидата в ложу принимается тайным голосованием. Члены ложи, голосующие за вступление, используют белые камни (в ритуале чаще всего используются шарики); те, кто против — чёрные. Количество голосующих против, необходимое для того, чтобы отклонить прошение кандидата, устанавливается местной великой ложей, и в некоторых ложах равно одному голосу.

## Ритуал принятия в масоны
Кандидата в масоны в начале обряда заводят в комнату размышлений, выкрашенную в чёрный цвет, в ней могут быть предметы, напоминающие кандидату о бренности бытия, создающие обстановку, побуждающую кандидата к философским размышлениям. В ней кандидат напишет на бумаге морально-философское завещание, свои пожелания и обеты в отношении себя и других людей, своей страны, семьи и человечества в целом. Потом его попросят ещё раз подтвердить свою веру в Бога.
Перед вводом в храм, где происходит посвящение, кандидату завязывают глаза. В знак смирения кандидат «ни одет, ни раздет» (частично раздевают, а левая грудь обнажена в знак открытости сердца), у него отбираются все ценности («металлы»), ему засучивают правую штанину и снимают левый ботинок. Ему на шею надевают верёвку, символизирующую узы человеческого несовершенства. Кандидата проводят в помещение храма (зал заседания ложи), где он проходит через ритуальные испытания, слушает наставления нравственно-философского характера, участвует в небольших сценах и диалогах, цель которых наглядно преподнести нравственные наставления ритуала. В конце церемонии он приносит торжественное обязательство перед Священной Книгой той религии, которую он исповедует (обычно это Библия, на неё также кладется циркуль и наугольник). Далее кандидату снимают повязку, говоря при этом, что он теперь «прошёл испытания и достоин Света», на него надевают масонский запон, а после председательствующий на церемонии (досточтимый мастер) объявляет присутствующим о том, что теперь они обрели нового брата и призывает помогать ему в трудностях, будучи уверенными в том, что и он в трудную минуту поможет им. Часто церемония посвящения проводится с музыкальным сопровождением, что ещё более усиливает впечатления кандидата.
Обряд посвящения описан Л. Н. Толстым, в романе «Война и мир» (эпизод с посвящением Пьера Безухова), но есть и более современные источники научного характера о масонских ритуалах.